# 陰翳禮讚
《阴翳礼赞》（日语：／），是日本作家谷崎润一郎的随笔作品。该篇文章主要论述了早在没有电灯的时代的日本的美学，日本人所秉持的生活与自然相融合的“风雅”之趣以及独特的艺术性的感性。这也是谷崎最具代表性的评论类作品，创作于谷崎迁居到关西后逐渐意识到回归日本古典美的时期。
谷崎认为，在西方文化中，人们尽可能将房间的角角落落都点亮，尽可能地消除阴影的存在。与此相对，日本人往往会特意保留阴翳的存在，并且善于在阴翳中创造艺术。这构成了自古以来日本独特的美意识和美学理念。基于这样的观点，作者从建筑、照明、纸、餐具、食物、化妆、能剧及歌舞伎的服装色彩等日本文化的多个侧面，考察了阴翳的价值。这篇随笔对于日本式的设计也有巨大的影响。不仅在日本国内，而且随着战后被翻译到海外，也对世界各国的知识分子和电影人带来了认知上的冲击。
这篇随笔最初在杂志《经济往来》的1933年（昭和8年）12月号和1934年（昭和9年）1月号上以连载的形式发表。单行本于1939年（昭和14年）6月由创元社出版发行。

## 内容概要

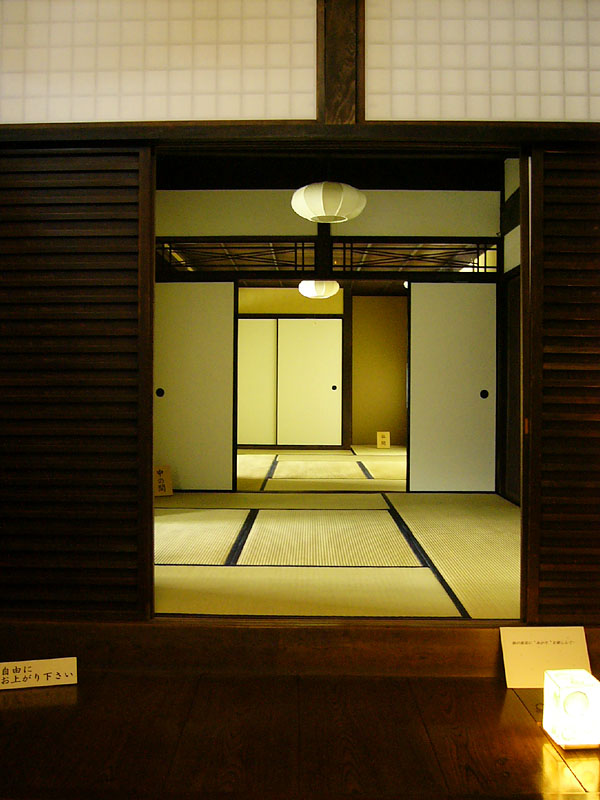
传统的日本风格住宅

谷崎润一郎面对1930年代当时醉心于西方近代化的日本人生活形态的急剧变化，感叹自古以来日本人的审美和生活情趣在逐渐衰亡，最后也扩展论述到文学理论。
在明治维新后逐渐近代化的日本，人们即使建造纯日本风格的住宅，也不免要添置近代生活所不可缺少的电器设备或设施，例如与日式房间不协调的电线插板和电灯开关，此外电风扇的噪音以及电视机等也破坏了日式建筑的整体协调。为此，作者为了营造住宅的“和风”情趣煞费苦心，花费高价在房间里特意安上了大围炉和形似石炭的电热器。

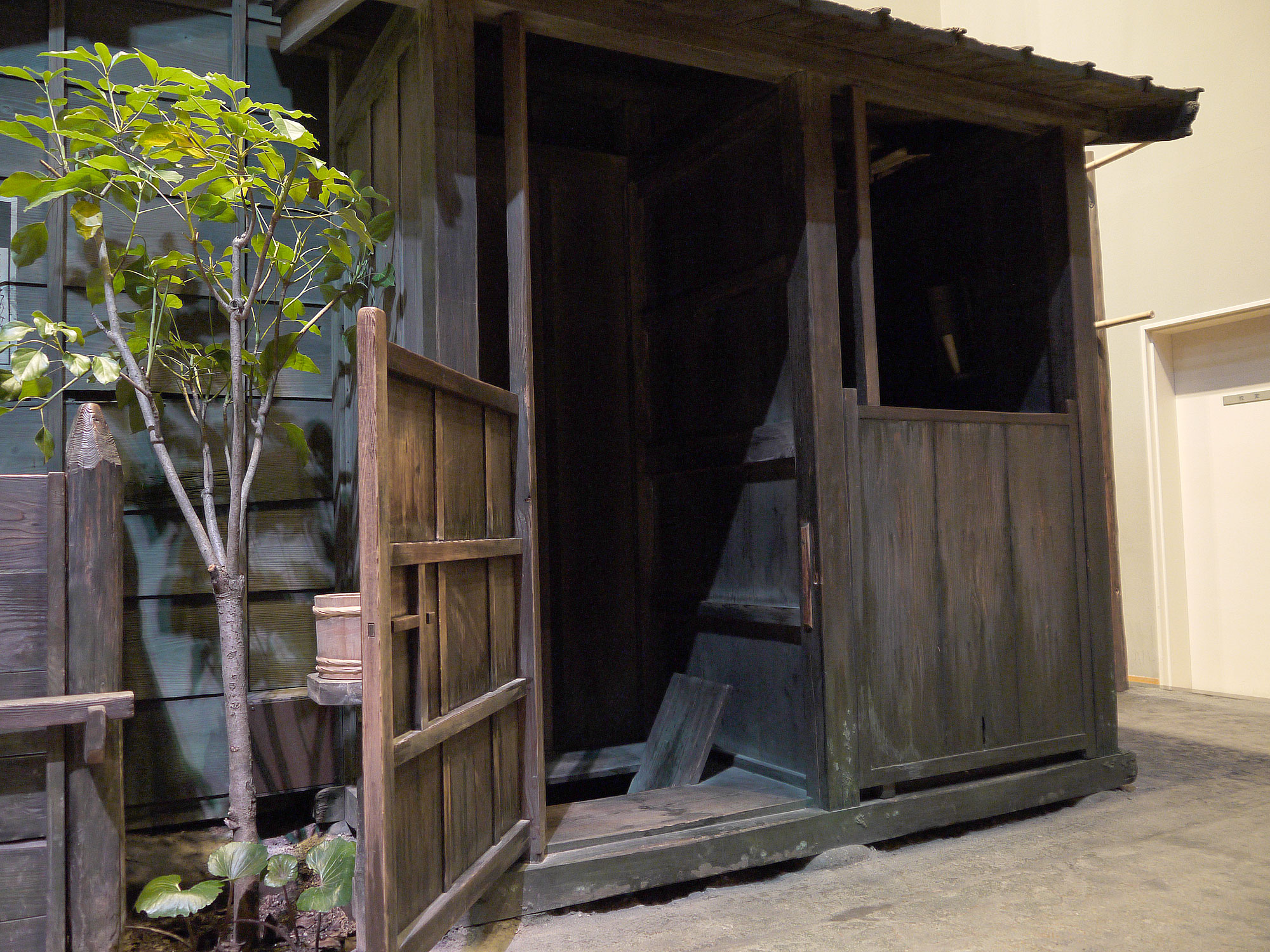
传统的日本木结构厕所

关于厕所和浴室，谷崎也有论述。日本自古以来的木结构浴室和厕所与近代的雪白色的瓷砖也格格不入。如今在京都和奈良的一些寺院里还保留着与主体建筑所分离的厕所。这些厕所掩映在绿荫树间，干净整洁，与自然融为一体，能够让如厕的人感受到四季的变化，也有利于早晨的排泄。据说夏目漱石也是每天一早在这样纯日本风的厕所里一边如厕，一边进入类似冥想的境界。
日本人的祖先善于将一切都诗化，即使是最不洁的场所也将其变成风流雅致的地方，并激发人对风花雪月的感怀。与此相对，西洋人从心底就觉得厕所是不洁净之处，羞于在公众面前谈论，因此日本人是深知风雅的民族。而谷崎本人就很厌恶干净但没有情调的近代西方式卫生间。
无论是照明、取暖用具还是便器，人们使用近代工业文明的技术自然无可厚非，但如果可以加以改良，使之更符合日本人的习惯或趣味，自然是更好的。例如日本式灯笼形状的电灯大获成功的原因，就在于人们回忆起了以往“纸”糊的灯笼带有的独特温情。
西方文明顺着文明发展的规律逐渐发达至今，但东方文明并非如此。如果东方人能够发展出独自的别样的科学技术，那一定会开发出更符合东方人趣味和国民性的产品和设计，而不是如今千篇一律的西方产物。举钢笔为例，如果最初发明的是日本人或中国人，那么笔尖一定如毛笔一样柔软。而使用的墨水也一定会是类似墨汁的。同理，用于书写的纸张也不会是纯白色的西式纸，而会要求带有质感肌理的和纸。如此以来，对于汉字和假名也更会有一种特别的执着。
在西方人眼里，餐具也好，珠宝也好，都喜爱晶莹光亮的。而中国人却独对“玉”（翡翠）这一种光泽并不强烈的石头情有独钟，日本人也很钟爱水晶里面的杂质纹路等。东方人往往都很喜爱经过时光沉淀的银器里发黑的锈斑，此外也喜好物件因长期接触手部的油脂而产生的包浆等，这种风趣是把手垢视为污秽之物的西方人所不能理解的。
看到东方人所喜爱的自然包浆或与时代风土相吻合的建筑或器物，人的神经就容易镇静和放松。在医院里亦然。如果接待的病人是日本人，那最好不要纯白的墙壁以及白大褂，而应该换上带有一点温情的暗灰色或柔色调的环境。谷崎面对安装了最新式设备的美国留学归来的牙医诊所，会感到坐立不安，反而更喜欢看似过时的日本低矮房屋里的旧时牙医。如今的日本人处处模仿美国，使用的照明已经过剩，东京大阪等地也比欧洲的城市更显明亮。而在旅游景点也到处有导游的扩音器，这在谷崎看来简直是恶俗至极。
日本特有的漆器以及金蒔绘等，放在有“阴翳”元素的日本住宅里，则更显美观。古人长时间思考出的生活用具的装饰中，就隐含着日本的自然环境中所培养的美学意识，十分精致细腻。日本人利用阴翳的浓淡，并将这种特殊的美学用于建筑设计。“美”并非物体本身所有的东西，而在于物体与物体之间所产生的阴影和明暗之间。若说为何东方人有这样的美学观念，那恐怕是因为东亚人的皮肤本身就略显暗沉，与洁白明亮的白种人皮肤差异明显。因此与身俱来的生理特点也造就了东方人独有的文化气质。
谷崎感叹道，日本已经沿着西方文明的道路一去不复返，但日本人的肤色始终不会改变，日本人的生活情趣和美学意识会逐渐被现代文明所轻视所鄙夷，这是无可奈何的。日本人也必须清楚意识到这个民族将永远背负着这种“损失”而发展。他呼吁，是否可以至少在“文学”的领域里，唤回那日渐消失的“阴翳之美”，试着把墙壁颜色刷暗一点，把充斥在目光范围内的东西推入黑暗之中，去除无用冗余的室内装饰，甚至试着拆掉电灯，建造一间这样的“文学”房屋，未为不可。

## 作品背景
受到关东大地震的影响，谷崎润一郎居家从东京迁至关西，此后一直再也没离开关西一带。这里面一个重要原因在于作家对地震后的东京丢失了原有的江戸风情大为不满。
地震后不久，谷崎曾租住在西式洋房里，但从1928年（昭和3年）起，他在兵库县武库郡冈本梅之谷（现在的神戸市东滩区冈本）建起了一栋东西风格混合的新家（名为“锁澜阁”）。在这楼里可以发现谷崎在东洋和西洋之间逐渐分裂的美学意识，当时在这里完成的作品《蓼食虫》的字里行间也能反映出谷崎的美学价值逐渐从西洋转为东洋。在此之后，谷崎完成了《阴翳礼赞》及其代表作《春琴抄》，2年后他便开始了漫长的《源氏物语》的翻译工作（《润一郎译源氏物语》）。

## 对作品的评价
不仅在日本国内，《阴翳礼赞》在二战后的1955年被翻译成英语后介绍给了美国读者，也因此让谷崎润一郎在英语世界里也名声鹊起。此后又被译成法语版，对法国的文艺界也产生了巨大的影响。
法国思想家米歇尔·福柯曾评论说，他的朋友Jean Daniel送给他一本《阴翳礼赞》，作品中体现出的美学思想和光学等对他影响重大，也启发他形成了自己的思想。
Jean，感谢你送给我谷崎先生的书。这本书的内容太好了。很少有论述美的文字本身也那么美的。这本书论述的正是美本身。而且文字之间也有形式之美。这种美正如混浊的水里闪耀的光。
 — 米歇尔·福柯《真理的历史》（樱井直史译）
清水良典也论及亨利·柏格森对谷崎的影响，并考察了谷崎作品中随处可见的柏拉图主义，他认为《阴翳礼赞》里也提到了幽玄的美的想象以及“空想的世界”，“与柏格森在物质与知觉之间所找寻的记忆相近”，而且在谷崎的思想里也有与吉尔·德勒兹所理解的柏格森相共通的内容。
四方田犬彦从谷崎看过的电影（《卡比利亚》《你往何处去》《卡里加里博士的小屋》），以及他曾经作为编剧所参与过的日本早期电影《业余俱乐部》等作品中，探究了谷崎研究日本式的阴翳的深层次动机。他也赞叹阴翳礼赞也可以作为电影表演艺术的教科书，“谷崎或许不为人所知，但他作为黑白电影时代的电影理论家，创造了世界上最美的作品”。
筒井康隆对谷崎在多部作品中提及的“毛笔”和“纸”进行了研究，并惊叹谷崎早在昭和8年就已经准确地预言了“墨笔”的问世。他还非常推荐读者将作品中最后谈论文学的一段文字大声朗读出来。

## 主要的已发行版本
- （日語）《陰翳礼讃》（創元社，1939年12月。創元文庫，1952年3月） NCID BN05349833
- （日語）《陰翳礼讃》（角川文庫，1955年7月）
- （日語）《陰翳礼讃》（中公文庫，1975年10月。改版1995年9月）
- （日語）《谷崎润一郎随筆集》（岩波文庫，1985年8月）
- （日語）《陰翳礼讃・文章読本》（新潮文庫，2016年8月1日）
- （中文）《阴翳礼赞》（陕西师范大学出版社，陆求实译，2016年5月）

## 脚注
1. 1 2 3  「古典回帰の時代」（アルバム谷崎 1985，第65-77頁）
2. 1 2 3 4  「比類なき《大谷崎》――震災と変容」（太陽 2016，第75-87頁）
3. ↑  意匠性 1993
4. 1 2 3 4  西野厚志「谷崎润一郎研究史」（夢ムック 2015，第228-244頁）
5. 1 2 3  四方田犬彦「モダニスト润一郎――谷崎润一郎の映画体験」（夢ムック 2015，第215-227頁）
6. ↑  「谷崎润一郎年譜」（夢ムック 2015，第262-271頁）
7. ↑  「主要著作目録」（アルバム谷崎 1985，第111頁）
8. 1 2 3  筒井康隆「解説」（阴翳・文庫 2016，第332-339頁）
9. ↑  グレゴリー 2015
10. ↑  清水良典「谷崎は偉大な愚者なのか？――谷崎文学の「思想」についての覚書」（夢ムック 2015，第77-84頁）

## 关联条目
- 倚松庵
- 墨笔
- 幽玄